# Eglon (Virginia Occidental)
Eglon es un área no incorporada ubicada en el condado de Preston, Virginia Occidental, Estados Unidos. Está clasificada como un asentamiento humano por el Sistema de Información de Nombres Geográficos. La comunidad lleva el nombre de la ciudad bíblica de Eglón.
Aparece registrada en U.S. Geological Survey con fecha de entrada del 27 de junio de 1980. El número de identificación asignado por el Sistema de Información de Nombres Geográficos es 1551023.

## Geografía
Se encuentra a una altitud de 801 m s. n. m. (2628 pies) según el Servicio Geológico de Estados Unidos.